# Robin Honan

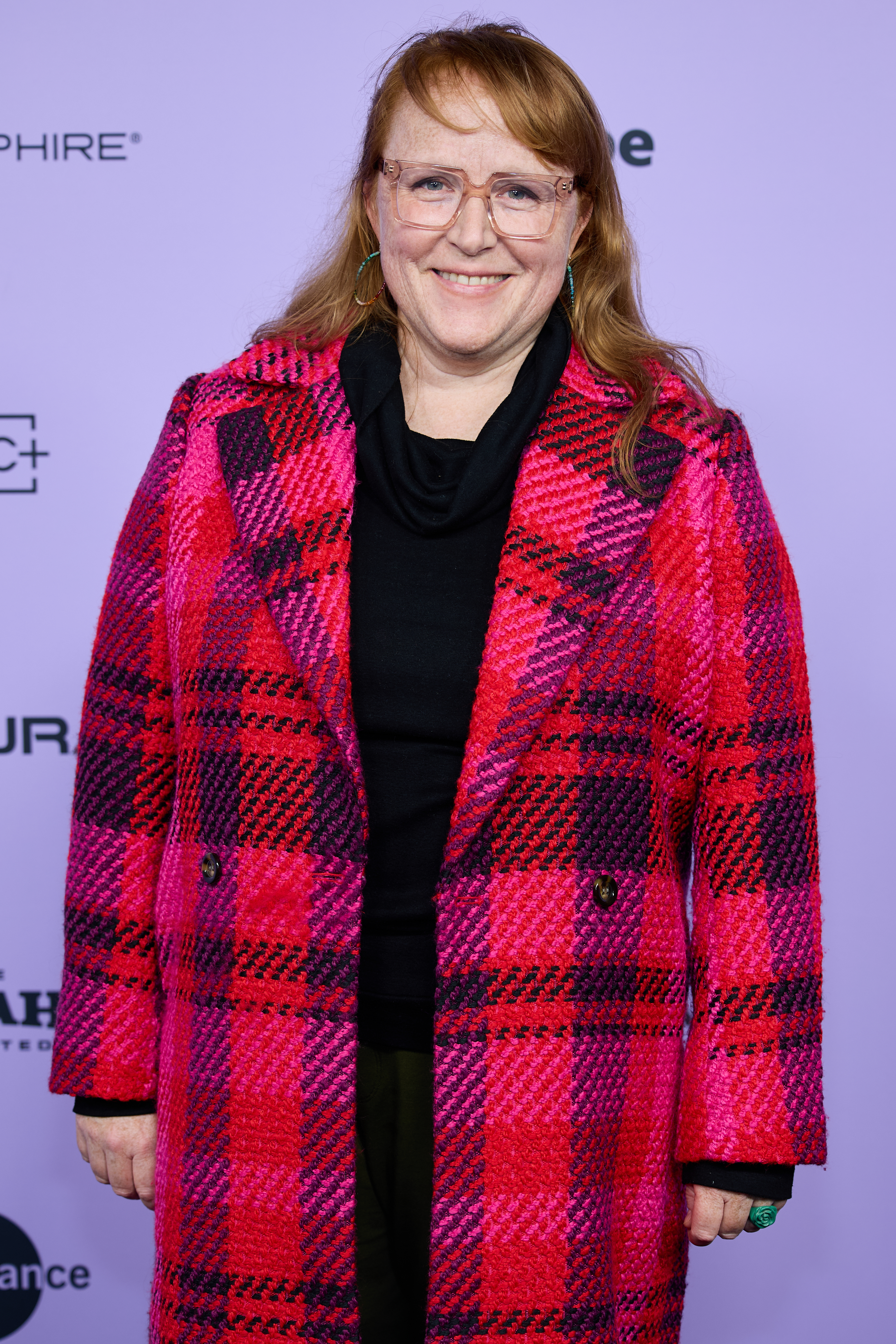
Robin Honan (2024)

Robin Honan ist eine Filmproduzentin, Drehbuchautorin und Schauspielerin, die bei der Oscarverleihung 2013 für die Produktion von Mondays at Racine zusammen mit der Regisseurin Cynthia Wade für den Oscar in der Kategorie Bester Dokumentar-Kurzfilm nominiert war. Der Kurzfilm Freeheld, bei dem sie als Koproduzentin fungierte, gewann 2008 zudem den Oscar in derselben Kategorie (vergeben an Cynthia Wade und Vanessa Roth). Honan arbeitete vor ihrer Filmkarriere als Spendensammlerin und Ausbilderin für Non-Profit-Organisationen.

## Filmographie
- 2005: Disarmed (Kurzfilm, Schauspielerin, Drehbuchautorin)
- 2007: Freeheld (Dokumentar-Kurzfilm, Produzentin)
- 2009: Living the Legacy: The Untold Story of Milton Hershey School (Dokumentar-Fernsehfilm, Produzentin)
- 2010: Born Sweet (Dokumentar-Kurzfilm, Produzentin)
- 2012: Mondays at Racine (Dokumentar-Kurzfilm, Produzentin)
- 2012: Fire with Fire – Rache folgt eigenen Regeln (Fire with Fire, Dokumentar-Kurzfilm, Produzentin)